# Municipio de Heath (Míchigan)
El municipio de Heath (en inglés: Heath Township) es un municipio ubicado en el condado de Allegan en el estado estadounidense de Míchigan. En el año 2010 tenía una población de 3.317 habitantes y una densidad poblacional de 35,67 personas por km².

## Geografía
El municipio de Heath se encuentra ubicado en las coordenadas 42°38′6.1″N 85°57′29.12″O / 42.635028, -85.9580889. Según la Oficina del Censo de los Estados Unidos, el municipio tiene una superficie total de 93 km² (35,9 mi²), de la cual 91,9 km² (35,5 mi²) corresponden a tierra firme y 1,1 km² (0,4 mi²) (1.22%) es agua.

## Demografía
En el 2000 la renta per cápita promedia del hogar era de $54.545, y el ingreso promedio para una familia era de $59.100. El ingreso per cápita para la localidad era de $20.248. En 2000 los hombres tenían un ingreso per cápita de $40.247 contra $26.864 para las mujeres. Alrededor del 3.80% de la población estaba bajo el umbral de pobreza nacional.